# Laxus cosmopolitus
Laxus cosmopolitus is een rondwormensoort uit de familie van de Desmodoridae. De wetenschappelijke naam van de soort is voor het eerst geldig gepubliceerd in 1995 door Ott J.A..